# 펜시클리딘
펜시클리딘 또는 펜사이클리딘(영어: phencyclidine, PCP)은 환각작용이 있는 약물이다. 마약(향정신성 의약품)으로 분류, 관리된다.

## 부작용의 악순환
펜시클리딘 중독(Phencyclidine Intoxication)은 다른 환각제나 물질사용장애(substance use disorder)에서 보여지는 것처럼 정상적인 신경전달물질의 생리작용을 교란함으로써 그 증상이 보여진다는 점에서 비정상적인 환각이나 왜곡된 감각을 조장하며 이러한 불안정한 결과의 생성후 증상의 사라짐은 감정의 공백이나 상대적인 격차에 의해서 불쾌감이나 불안감 또는 우울감을 야기한다는 점에서 심리적으로 매우 위험할 뿐만아니라 정상 회복시까지 그 과정이 매우 복잡하고 후유증을 남긴다는점에서 그 문제의 심각성이 깊다는 점을 차치하고서라도 환각이나 왜곡된 감각의 내성으로 인한 보다 강한 또는 보다 잦은 습관으로 이어지는 남용은 결국 비가역적인 심각한 정신적 신체적 손상을 초래한다고 보고되고있다.

## 같이 보기
- LSD
- 엑스터시(MDMA)